# Pherecydes
Pherecydes O. P.-Cambridge, 1883 è un genere di ragni appartenente alla famiglia Thomisidae.

## Distribuzione
Le sette specie note di questo genere sono state rinvenute in Africa: la specie dall'areale più vasto è la P. zebra, rinvenuta in località dell'Africa occidentale e meridionale

## Tassonomia
Non sono stati esaminati esemplari di questo genere dal 1980.
A dicembre 2014, si compone di sette specie e una sottospecie:
- Pherecydes carinae Dippenaar-Schoeman, 1980 — Sudafrica
- Pherecydes ionae Dippenaar-Schoeman, 1980 — Tanzania
- Pherecydes livens Simon, 1895 — Tunisia
- Pherecydes lucinae Dippenaar-Schoeman, 1980 — Sudafrica
- Pherecydes nicolaasi Dippenaar-Schoeman, 1980 — Sudafrica
- Pherecydes tuberculatus O. P.-Cambridge, 1883[2] — Sudafrica
- Pherecydes zebra Lawrence, 1927 — Africa occidentale e meridionale
  - Pherecydes zebra tropicalis Millot, 1942 — Burkina Faso